# Лотта (автодорога)
«Лотта» (47А-059, в прошлом Р12) — автомобильная дорога федерального значения Мурманск — граница Финляндии (МАПП «Лотта»). Протяжённость автодороги — 231 километр. Стыкуется с Р21 «Кола» в Мурманске.
До середины XX века автомобильного сообщения из Колы и Мурманска в Финляндию вдоль реки Лотты, давшей впоследствии название автодороге, не было. Необходимость в дороге возникла в 1960-е годы при строительстве Верхнетуломской ГЭС и посёлка строителей при ней. Гидроэлектростанция строилась совместными усилиями советских и финляндских специалистов. Строительство дороги началось в 1961 году. Дорогу к посёлку строителей, который позже получил название Верхнетуломский, также строили совместными усилиями двух стран. Из Колы дорогу строили советские строители, из Финляндии до ГЭС (большую часть) — финляндские. Участок от Мурмашей до Верхнетуломского был построен в 1967 году.
Также в 1967 году на дороге был открыт пограничный и таможенный пост «Лотта» — «Райа-Йоосеппи». На территории Финляндии автодорога «Лотта» переходит в автодорогу 91 (фин. Kantatie 91) на Ивало.
На 2010 год 191 км автодороги из 231 имел асфальтобетонное покрытие, остальные 40 км — гравийное. В 2018 Росавтодором предложено министерству транспорта Российской Федерации передать автодорогу в федеральную собственность, что и было сделано в 2022 году. Дорога «Лотта» перешла в оперативное управление ФКУ Упрдор «Кола».

## Населённые пункты
- Мурманск (0 км)
- Кола (1 км)
- Мурмаши
- Тулома (18 км)
- Верхнетуломский (83 км)
- Светлый (191 км)

## Основные пересечения с другими дорогами
| Трасса  | Пересечение | Информация о трассе              |
| ------- | ----------- | -------------------------------- |
| Р21     | Мурманск    | на Норвегию; на Санкт-Петербург. |
| 47К-065 | Мурмаши     | на Мурмаши; на Пяйве.            |
| 47К-092 |             | на Приречный, Никель.            |